# Ein Zug voller Hoffnung (Film)
Ein Zug voller Hoffnung (Originaltitel: Il treno dei bambini, internationaler englischer Titel The Children’s Train) ist ein italienischer Spielfilm aus dem Jahr 2024 von Regisseurin Cristina Comencini, die gemeinsam mit Furio Andreotti, Giulia Calenda und Camille Dugay auch das Drehbuch schrieb. Als Vorlage diente der 2019 veröffentlichte gleichnamige Roman von Viola Ardone.

## Handlung
Der berühmte Geiger Amerigo Speranza erhält vor einem Konzert im Jahr 1994 einen Anruf mit der Nachricht, dass seine Mutter verstorben sei. Dennoch entschließt er sich dazu, das Konzert zu spielen. Während des ersten Stücks wird der Zuschauer durch einen Zeitsprung nach Neapel ins Jahr 1946 versetzt.
Nach dem Ende des Zweiten Weltkrieges leben viele Menschen in Neapel in der von Luftangriffen zerstörten Stadt und leiden an Hunger. Antonietta schickt daher im Rahmen der kommunistischen Initiative Treni della felicità ihren siebenjährigen Sohn Amerigo mit dem Zug in den Norden Italiens zu einer Pflegemutter. Zunächst haben die Kinder Angst, da ältere Bewohnerinnen Neapels, die dem Kommunismus kritisch gegenüberstehen, ihnen Schauergeschichten über den Norden erzählt haben. Doch bald stellen die Kinder fest, dass sie dort Dinge wie elterliche Liebe und ausreichende Lebensmittel kennenlernen, die ihnen zuvor unbekannt waren.
Amerigo verbringt die Wintermonate 1946/47 ungeplant bei der jungen Derna. Diese trauert immer noch dem Verlust ihres Geliebten nach, der von Faschisten hingerichtet wurde. Obwohl sie keines der mit dem Zug gekommenen Kinder hätte aufnehmen sollen, schließt sie Amerigo ins Herz. Der Junge wird schnell ein Teil von Dernas Familie, die aus ihrem Bruder, dessen Frau und deren drei Söhnen besteht. Nach anfänglichen Konflikten mit Luzio, dem mittleren Sohn, wächst Amerigo zu einem festen Bestandteil der Familie heran und besucht in Modena die Schule. Von Dernas Bruder lernt er das Geigenspiel und bekommt zu seinem Geburtstag seine erste Geige geschenkt. Nachdem er im Frühjahr 1947 nach Neapel zurückkehrt, hat er sich von seiner Mutter entfremdet. Amerigo, der von Derna und ihrer Familie vor allem gegen Ende seines Aufenthalts immer wertgeschätzt und gut behandelt wurde, ist den rauen Ton seiner Mutter, die ihn als Plage Gottes bezeichnet, nicht mehr gewöhnt. Antonietta wiederum kommt mit der Veränderung ihres Sohnes nicht zurecht, schickt ihn zum Arbeiten zum Schuster und verpfändet seine Geige. Auch verschweigt sie ihm, dass seine Pflegefamilie ihm viele Briefe geschrieben hat. Als ein Streit zwischen Mutter und Sohn eskaliert und Antonietta ihn ohrfeigt, nimmt Amerigo allein den nächsten Zug nach Modena und kehrt zu Derna zurück, die ihn freudig empfängt.
In den letzten Szenen des Films wird gezeigt, wie Amerigo nach Antoniettas Tod in sein Elternhaus nach Neapel zurückgekehrt, in dem er seit seiner Flucht nicht gewesen ist. Unter dem Bett entdeckt er seine erste Geige und stellt fest, dass seine Mutter den gepfändeten Betrag zurückgezahlt hat. Während er in Tränen ausbricht, hört man im Hintergrund den Monolog seiner Mutter. Sie erklärt, dass sie ihn nach seiner Flucht nicht zurückgeholt oder aufgehalten hat, weil man das, was man liebt, manchmal loslassen muss, um seine Liebe zu beweisen.

## Besetzung und Synchronisation
Die deutschsprachige Synchronisation übernahm die VSI Synchron GmbH. Dialogregie führte Heike Kospach, die auch das Dialogbuch schrieb.
| Rolle                    | Darsteller         | Synchronsprecher  |
| ------------------------ | ------------------ | ----------------- |
| Amerigo                  | Christian Cervone  | Jakob Gisbertz    |
| Amerigo Speranza (älter) | Stefano Accorsi    | Felix Spieß       |
| Derna                    | Barbara Ronchi     | Gundi Eberhard    |
| Antonietta               | Serena Rossi       | Katrin Zimmermann |
| Libero                   | Alberto Astorri    | Roberto Guerra    |
| Marcello                 | Giusto Cucchiarini | Tim Gössler       |
| Patrizia                 | Antonia Truppo     | Carolin Brunk     |
| Rosa                     | Giorgia Arena      | Dorette Hugo      |
| Maestra Ferrari          | Beatrice Schiros   | Anna Dramski      |

## Produktion und Veröffentlichung
Der Film wurde von Palomar produziert, Produzenten waren Carlo Degli Esposti und Nicola Serra. Unterstützt wurde die Produktion von der Emilia-Romagna Film Commission. Dreharbeiten fanden im zweiten Halbjahr 2023 in Pistoia in der Toskana sowie in Neapel und der Reggio nell’Emilia statt.
Die Kamera führte Italo Petriccione, die Musik schrieb Nicola Piovani, die Montage verantworteten Patrizio Marone und Esmeralda Calabria. Das Szenenbild gestaltete Maurizio Leonardi und das Kostümbild Chiara Ferrantini.
Premiere war am 20. Oktober 2024 am Festa del cinema di Roma. Auf Netflix wurde der Film am 4. Dezember 2024 veröffentlicht.

## Hintergrund

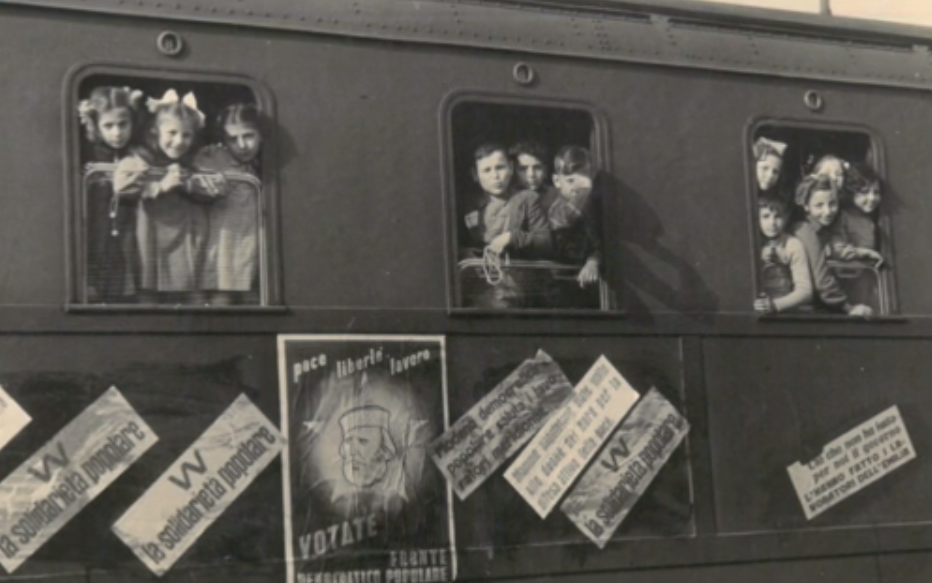
Ein Zug der 1946 Kinder von Neapel nach Modena transportiert.

Die treni della felicità (wörtlich: „Züge des Glücks“) war eine Nachkriegsinitiative der Kommunistischen Partei Italiens und der feministischen Unione donne italiane in deren Rahmen zwischen 1945 und 1952 70 000 verarmte Kinder aus Süditalien nach Norditalien transportiert wurden, um dort von Familien aufgenommen zu werden, die sie unterstützen konnten.
Die Gastfamilien waren keineswegs wohlhabend, aber dennoch bereit, die Kinder zu ernähren und unterzubringen. Die meisten Kinder kehrten schließlich nach Hause zurück, unterhielten aber auch in den folgenden Jahren Beziehungen zu ihren Gastfamilien.

## Rezeption
derwatchdog.de vergab 3,5 von 5 Sternen. Der Film erzähle eine berührende Geschichte über Resilienz und Menschlichkeit, deren lebensbejahende Botschaft trotz straffer Dramaturgie in kompakter Form überzeuge und nachhalle.
Oliver Armknecht bewertete den Film auf film-rezensionen.de mit sechs von zehn Punkten. Die Romanadaption spreche schwere Themen an und stelle einige Fragen rund um die Familie. Das sei sehenswert, auch wenn es zuweilen schon manipulativ werde, wenn unbedingt große Gefühle erzeugt werden sollen.